# 皐 (夏)
皐（こう）は、夏朝の第15代帝。『史記』などにあるように、一般には帝桀の父は帝発とされているが、一説には帝皐が帝桀の父とも言われる。